# Wolf Kampmann
Wolf Kampmann (ur. w 1962 w Zwickau) – niemiecki dziennikarz muzyczny i pisarz, redaktor leksykonu muzyki rockowej autor i redaktor leksykonu jazzu.

## Życiorys
Po ukończeniu studiów bibliotekoznawczych, otrzymał zlecenie na utworzenie usystematyzowanego katalogu muzyki i sztuk pięknych na Akademii Sztuk NRD (Akademie der Künste der DDR). Od roku 1990 pracuje jako niezależny dziennikarz, specjalizujący się w muzyce. W latach 1990–1992 był redaktorem magazynu rockowego NMI&Messitsch. Ponadto pisał dla magazynów specjalistycznych takich jak: Musikexpress, Visions, Jazzthetik, Jazz thing, eclipsed, dzienników Süddeutsche Zeitung, Frankfurter Allgemeine Zeitung oraz Jüdische Allgemeine. Pracował również dla rozgłośni radiowych Deutschlandradio i WDR 3. Od roku 2010 Kampmann jest wykładowcą historii kultury pop i dziennikarstwa w SRH Hochschule der populären Künste w Berlinie. Wykłada również historię jazzu w Instytucie Jazzowym w Berlinie (Jazz-Institut Berlin).
Od 2015 roku współpracuje z zespołem Crack of Doom, z którym inscenizuje on realizację muzyczną swoich książek.
W 2015 roku na targach jazzu Jazzhead autor został wyróżniony nagrodą dla zasług dla niemieckiego jazzu („Preis für deutschen Jazzjournalismus”).

## Wrocław w twórczości i działalności Wolfa Kampmanna
Podjął próbę sportretowania Wrocławia w swojej powieści Ulica Szewska (org. Schuhbrücke), której akcja rozpoczyna się w dwudziestoleciu międzywojennym, kończąc w znaczącym roku dla historii miasta – upadku Festung Breslau w 1945. Książka przedstawia historię rodzinną, toczącą się w precyzyjnie i bardzo szczegółowo przedstawionym mieście.
Pisarz uczestniczył w inicjatywach Europejskiej Stolicy Kultury 2016 we Wrocławiu. 1 lipca 2016 roku czytał on fragmenty swojej powieści Ulica Szewska dla słuchaczy eventu zorganizowanego w ramach programu Luneta 2016, który polegał na połączeniu dwóch miast – Wrocławia i Berlina dzięki wykorzystaniu nowoczesnych technologii.
W listopadzie 2016 r. był gościem kolejnej inicjatywy Wrocław ESK 2016 Pociąg do kultury, która była rodzajem wymiany kulturowej między Wrocławiem a Berlinem, w której udział wzięło ponad 180 artystów, związków oraz instytucji z Polski i Niemiec.

### Polska recepcja
Marta J. Bąkiewicz: Obraz Wrocławia w powieści Schuhbrücke Wolfa Kampmanna. W: WrocLove. Red. Marek Hałub, Mirosława Czarnecka, Monika Wolting i in. Wrocław 2017.

## Publikacje
- Gustav, Osburg Verlag, Hamburg 2014, ISBN 978-3-95510-041-4.
- Schuhbrücke (pol. Ulica Szewska), Osburg Verlag, Hamburg 2016, ISBN 978-3-95510-102-2.
- Jazz. Eine Geschichte von 1900 bis übermorgen (Jazz. Historia od 1900 do pojutrza), Reclam Verlag, 2016, ISBN 978-3-15-011072-0.